# Liten bladkaktus
Liten bladkaktus (Epiphyllum pumilum) är en art i familjen kaktusväxter. Den förekommer naturligt i Mexiko och Guatemala. Arten odlas som krukväxt för de vackra blommorna.